# Курт Вайл
Курт Юлиан Вайл (на немски: Kurt Julian Weill, * 2 март 1900 в Десау, † 3 април 1950 в Ню Йорк) е немски композитор. През 1935 г. емигрира в САЩ и оттогава се определя като американски композитор.

## Биография
Той произлиза от еврейска фамилия. Курт Вайл започва да следва музика през 1918 г. в Берлин.
През 1927 г. той започва да работи заедно с Бертолт Брехт и през 1928 г. двамата създават операта „Трите гроша“ (Die Dreigroschen).
След идването на нацистите на власт през 1933 г. Курт Вайл бяга в Париж, където композира балета „Die sieben Todsünden“ с текст от Бертолт Брехт. През 1935 г. емигрира в САЩ и получава американско гражданство.
Курт Вайл е автор на опери, оперети, мюзикъли, балети, кантати и песни.
Разболява се тежко през март 1950 г. и умира на 3 април 1950 г. в болница в Ню Йорк от сърдечен инфаркт.

## Произведения
- 1917: Intermezzo
- 1918: Streichquartett h-Moll
- 1919: Suite für Orchester
- 1919 – 1921: Sonate für Cello und Klavier
- 1920: Sulamith, Chorfantasie für Sopran
- 1922: Zaubernacht, Kinderpantomime in einem Akt op. 7
- 1923: 1. Streichquartett op. 8
- 1926: Der Protagonist op.15
- 1927: Royal Palace op.17
- 1927: Mahagonny
- 1927: Der neue Orpheus, Kantate, op.16
- 1928: Das Berliner Requiem, Kantate
- 1929: Der Lindberghflug, Kantate
- 1928: Die Dreigroschenoper
- 1928: Der Zar lässt sich photographieren op.21
- 1929: Happy End
- 1930: Aufstieg und Fall der Stadt Mahagonny
- 1930: Der Jasager
- 1932: Die Bürgschaft
- 1933: Silbersee – Ein Wintermärchen
- 1933: Die sieben Todsünden, (ballet chanté)
- 1934: Marie Galante
- 1935: Der Kuhhandel
- 1936: Johnny Johnson
- 1937: Der Weg der Verheißung / The Eternal Road
- 1937: Albumblatt für Erika
- 1938: Knickerbocker Holiday
- 1938: The Judgement of Paris
- 1939: Railroads on Parade
- 1940: The Ballad of Magna Carta
- 1941: Lady in the Dark
- 1943: One Touch of Venus
- 1945: The Firebrand of Florence
- 1947: Street Scene
- 1948: Down in the Valley
- 1948: Love Life
- 1949: Lost in the Stars